# Tat'jana Snežina
Tat'jana Snežina in russo Татьяна Снежина?, pseudonimo di Tat'jana Valer'evna Pečënkina (in russo Татьяна Валерьевна Печёнкина?; Luhans'k, 14 maggio 1972 – Čerepanovskij rajon, 21 agosto 1995), è stata una cantante, cantautrice e poetessa russa Il suo cognome originale è Pečënkina (in russo Печёнкина?). Ha scritto più di 200 canzoni che sono state eseguite da lei stessa e - dopo la sua morte - da molti artisti popolari russi..

## Primi anni di vita
Tat'jana Pečënkina nacque a Vorošilovgrad il 14 maggio 1972. Suo padre era un ufficiale militare. Sua madre era una tecnologa in fabbrica. Subito dopo la sua nascita, la famiglia si trasferì a Petropavlovsk-Kamčatskij, dove Tat'jana frequentò la scuola n.4 e iniziò a studiare in una scuola di musica locale. Nel 1981 la famiglia si trasferì a Mosca. In quel periodo, iniziò a eseguire canzoni autoprodotte. Nel 1992 la famiglia si trasferì a Novosibirsk. In seguito, si iscrisse all'istituto medico di Novosibirsk.

## Carriera di cantante professionista
Nel 1993, Tat'jana Pečënkina adottò lo pseudonimo di Snežina e iniziò a lavorare al suo primo album "Вспомни со мной" (in italiana: "Ricorda con me") contenente 21 canzoni scritte da Tat'jana. Nel 1994, si è esibita per la prima volta sul palcoscenico del Teatro Estrada di Stato di Mosca. È stata quindi oggetto di un servizio di Radio Rossii.
In seguito, incontrò Sergej Bugaëv, produttore discografico e capo di uno studio di registrazione, che divenne il suo produttore. Poco dopo, iniziarono una relazione romantica: i due stavano progettando di sposarsi il 13 settembre 1995.

## Morte
Tat'jana Snežina e Sergej Bugaëv sono morti in un incidente stradale al 106° chilometro dell'autostrada R256, situata nel Cerepanovskij rajon di Oblast' di Novosibirsk, il 21 agosto 1995.
Inizialmente, fu sepolta nel cimitero di Zaieltsovskoie a Novosibirsk e successivamente nel cimitero di Troiekurovskoie a Mosca.

## Dopo la morte
Nel 1997, Alla Pugačëva ha eseguito la canzone di Tat'jana Snežina  "Позови меня с собой" (in italiana: Chiamami per venire con te) allo Festival "Slavianskij Bazar di Vitebsk", ed è diventata un disco di successo. Nel 2015, il testo di questa canzone si è classificato al 23º posto nella top-100 delle poesie russe più famose della storia.
Tra la fine degli anni '90 e l'inizio degli anni 2000, le canzoni scritte da Tat'jana Snežina sono state eseguite da molti artisti famosi, come Iosif Kobzon, Kristina Orbakaitė, Lolita Miljavskaja, Michail Sciufutinskij, Lada Dance, Lev Lesscenko, Alisa Mon, Tat'jana Bulanova, ecc.

## Eredità
- Nel 1998, una delle vette dei Monti Altaj (44° 58' 30.313" N; 79° 19' 55.247" E) è stata intitolata a Tat'jana Snežina.
- Dal 2008, Novosibirsk organizza un concorso annuale per giovani cantanti televisivi, chiamato "Ordynka", dedicato alla memoria di Tat'jana Snežina e Sergej Bugaëv.[4][5]
- Nel 2010 è stato inaugurato a Luhans'k un monumento in bronzo dedicato a Tat'jana Snežina.[6]
- Nel 2011, una delle strade di Novosibirsk è stata intitolata a Tat'jana Snežina.[7]
- Nel 2013 a Novosibirsk è stato inaugurato un monumento dedicato a Tat'jana Snežina.[8]